# Peleteria trifasciata
Peleteria trifasciata är en tvåvingeart som beskrevs av Charles Howard Curran 1925. Peleteria trifasciata ingår i släktet Peleteria och familjen parasitflugor.
Artens utbredningsområde är Kalifornien. Inga underarter finns listade i Catalogue of Life.